# Deception – Magie des Verbrechens
Deception (deutsch: Trick, Betrug, Täuschung…) ist eine US-amerikanische Krimiserie über einen Illusionisten, der nach der Aufdeckung seines Lebensgeheimnisses mit seinem Team das FBI bei der Verhaftung von Kriminellen unterstützt. Sie wurde nach einer Staffel durch den ausstrahlenden Sender ABC abgesetzt.

## Handlung
Der Illusionist Cameron Black verblüfft in Las Vegas ein großes Publikum mit technisch aufwendigen Shows, in denen er vermeintlich innerhalb von Sekunden aus Las Vegas verschwindet und in New York City wieder erscheint. Nach einem Autounfall, bei dem eine Frau getötet wird, wird publik, dass er einen Zwillingsbruder (Jonathan) hat. Jonathan wird wegen des Unfalls verurteilt, nimmt aber an, dass er hereingelegt wurde, da die Frau, die im Auto saß, verschiedenfarbige Augen hatte, das aufgefundene Unfallopfer aber nicht.
Ein Jahr nach dem Skandal um die beiden Brüder hofft Cameron, die Unschuld seines Bruders zu beweisen, indem er mit seinem Team das FBI bei der Suche nach dem Boss eines Drogenkartells unterstützt, der vermeintlich bei einer spektakulären und inszenierten Learjet-Explosion nach seiner Verhaftung starb. Die Person hinter der Täuschung stellt sich bald als die Frau aus dem Auto heraus.

## Besetzung
Die Synchronisation der Serie wurde bei der Arena Synchron nach Dialogbüchern von Mohammad Soueidan und unter der Dialogregie von Natascha Geisler erstellt.
| Figur                          | Darsteller             | Deutscher Sprecher        |
| ------------------------------ | ---------------------- | ------------------------- |
| Cameron Black / Jonathan Black | Jack Cutmore-Scott     | Simon Derksen             |
| Kay Daniels                    | Ilfenesh Hadera        | Rubina Nath               |
| Dina Clark                     | Lenora Crichlow        | Anja Stadlober            |
| Jordan Kwon                    | Justin Chon            | Patrick Roche             |
| Deakins                        | Laila Robins           | Heike Schroetter          |
| Mike Alvarez                   | Amaury Nolasco         | Sebastian Christoph Jacob |
| Gunter                         | Vinnie Jones           | Matthias Klie             |
| Mysteriöse Frau                | Stephanie Corneliussen | Katharina Spiering        |

## Episodenliste
| Nr. | Deutscher Titel                 | Originaltitel            | Erstausstrahlung USA | Deutschsprachige Erstausstrahlung (D) | Regie            | Drehbuch                         |
| --- | ------------------------------- | ------------------------ | -------------------- | ------------------------------------- | ---------------- | -------------------------------- |
| 1   | Fatale Verwechslung             | Pilot                    | 11. März 2018        | 19. Juli 2018                         | David Nutter     | Chris Fedak                      |
| 2   | Gefährliches Gift               | Forced Perspective       | 18. März 2018        | 19. Juli 2018                         | Michael Lehmann  | Chris Fedak                      |
| 3   | Der Kunst-Coup                  | Escapology               | 25. März 2018        | 26. Juli 2018                         | Michael Smith    | Elizabeth Peterson               |
| 4   | Mord in Chinatown               | Divination               | 1. Apr. 2018         | 2. Aug. 2018                          | Kevin Tancharoen | Kai Yu Wu                        |
| 5   | Maskierung                      | Masking                  | 8. Apr. 2018         | 9. Aug. 2018                          | Silver Tree      | Nelson Greaves                   |
| 6   | Riskante Rettung                | Black Art                | 22. Apr. 2018        | 16. Aug. 2018                         | Rob Seidenglanz  | Sam Sklaver                      |
| 7   | Rätselhafte Entführung          | Sacrifice 99 to Fool One | 24. Apr. 2018        | 23. Aug. 2018                         | Rob Hardy        | John A. Norris                   |
| 8   | Der Diamantenraub               | Multiple Outs            | 29. Apr. 2018        | 23. Aug. 2018                         | Glen Winter      | Bryan Malone                     |
| 9   | Der Weg zur Wahrheit            | Getting Away Clean       | 6. Mai 2018          | 30. Aug. 2018                         | Michael Lehmann  | Joe Peracchio                    |
| 10  | Der Geheimbund                  | The Unseen Hand          | 13. Mai 2018         | 6. Sep. 2018                          | Lexi LaRoche     | Cesar Mazariegos                 |
| 11  | Die Frau, die über Leichen geht | Loading Up               | 20. Mai 2018         | 13. Sep. 2018                         | Carol Banker     | John A. Norris & Nelson Greaves  |
| 12  | Geheime Zeichen                 | Code Act                 | 27. Mai 2018         | 20. Sep. 2018                         | Dermott Downs    | Brynn Malone & Sam Sklaver       |
| 13  | Der letzte Deal                 | Transposition            | 27. Mai 2018         | 20. Sep. 2018                         | Michael Lehmann  | Chris Fedak & Elizabeth Peterson |

## Rezeption
Die Serie konnte 64 % der 11 von Rotten Tomatoes ausgewerteten Kritiken überzeugen, dabei wurde sie mit durchschnittlich 6,01 von 10 möglichen Punkten bewertet.

„Das Rezept ist auch hier immer wieder das übliche: hochbegabter Michel-aus-Lönneberga-Narzisst mit autistischen Zügen bekommt professionelle Polizistin an die Seite gestellt und entfacht ein Tischfeuerwerk an unorthodoxen Methoden. Serien wie ‚Castle‘, ‚Forever‘, ‚The Mentalist‘ oder ‚Lucifer‘ haben das schon durchgespielt. […] Zwei wesentliche Komponenten der Illusion hat sich ‚Deception‘ zu eigen gemacht: Schnelligkeit und Ablenkung durch Bewegung. Es geht Schlag auf Schlag, Hokus auf Pokus – der Wechsel zwischen ‚Cameron hat die Dinge unter Kontrolle‘ und ‚die Jungfrau ist tatsächlich zersägt‘, ist rasant. […] Täuschend gute Unterhaltung eben.“